# Софиевский Городок
Софи́евский Городо́к — посёлок в Ипатовском районе (городском округе) Ставропольского края Российской Федерации.

## Варианты названия
- Ерохинский[2][3],
- Софиевский городок[2].

## География
Расстояние до краевого центра: 80 км. Расстояние до районного центра: 40 км.
Восточнее посёлка пролегает балка Глубокая — правый приток реки Большая Кугульта.

## История
Посёлок возник в 1950-е годы, в период строительства Правоегорлыкского канала. В этот же период здесь были возведены корпуса будущего психоневрологического интерната:

Когда канал построили, бараки перепрофилировали под краевую психиатрическую больницу № 3. Просуществовала она до середины 90-х, затем приказом по управлению социальной защиты населения администрации Ставропольского края здесь создали женский психоневрологический интернат, а с 2003 года в интернате проживают представители мужского пола.— Бабенко Н. «Под надёжной защитой государства»
До 1 мая 2017 года посёлок входил в упразднённый Золотарёвский сельсовет.

## Население
| 1989 | 2002 | 2010 | 2014 | 2023 |
| ---- | ---- | ---- | ---- | ---- |
| 849  | ↘640 | ↘602 | ↘600 | ↘515 |

По данным переписи 2002 года, 96 % населения — русские.

## Инфраструктура
В посёлке находятся филиал № 1 средней общеобразовательной школы № 4 села Золотарёвка, детский сад № 14 «Солнышко».
Медицинскую помощь оказывает фельдшерско-акушерский пункт.
Софиевский психоневрологический интернат. Открыт 5 мая 1995 года.
Уличная сеть насчитывает 11 улиц и 1 переулок.
В 1,2 км к северу от посёлка расположено кладбище Софиевского городка (общественное открытое).